# Cratere Halys
Halys è un cratere sulla superficie di Dione.